# 東京農業大学ワンダーフォーゲル部死のシゴキ事件
東京農業大学ワンダーフォーゲル部死のシゴキ事件（とうきょうのうぎょうだいがくワンダーフォーゲルぶしのシゴキじけん）とは、1965年5月15日から18日に、東京農業大学ワンダーフォーゲル部の山行中に発生した、傷害致死・傷害事件である。農大ワンゲル部死のしごき事件、東京農大リンチ殺人事件などとも呼ばれる。

## 概要
東京農業大学農友会体育連合会ワンダーフォーゲル部（以下、農大ワンゲル部）では、1965年5月15日から18日にかけて、新人部員を対象とした「新人錬成山行」を、奥秩父縦走路の、笠取山 - 雲取山 - 鷹ノ巣山 - 氷川駅（現・奥多摩駅）のコースで実施した。同山行中に、監督および上級生ら18人が、新人部員28人に暴行を加え、うち1名を死に至らせ、2名に重傷を負わせた、集団傷害致死、傷害事件である。

## 農大ワンゲル部の概要
農大ワンゲル部は、1956年10月ごろに同好会として発足し、1959年には部に昇格して、ワンダーフォーゲル運動をするに至ったが、その内容は山岳部に近いかなり高度の山岳活動を行なっていた。同部では、下記のような募集文をもって、部員を勧誘していた。
ところが、勧誘文とは正反対に農大ワンゲル部では、錬成のためと称して、下級生、特に新人部員に対して、素手や棍棒で殴る、登山靴のまま蹴るといった直接的な暴行や、走らせる、重い荷物を背負わせる、厳しい言葉で叱るなど手法により、肉体的・精神的苦痛を与える、「シゴキ」と称する体罰が常態化していた。その厳しさは年々増して、部の伝統となって歴代部員に対して行われていた。「シゴキ」は、後述する本事件の刑事裁判において、新人部員が「シゴキの苦しさの為大洞山付近に於いて上級生に手留弾を投げたいなどと憤懣をもらして」いたと証言するほど激しく、被告人ら自身も「新人部員として錬成山行に参加したときはいずれも本件におけるが如きシゴキを受けたが、予期に反した凄まじさに、なぜこんなに苦しまねばならないのかと煩悶していた」と認めるほど、過酷なものであった。また、同部では下記の言葉に代表されるような、先輩後輩の別が厳としてあり、2年生部員が主として暴行を実行するとともに、他の上級生はその実行について2年生を督励していた。
監督らの意に従わなければ自分たちがしごかれるのは、3年生も同様であった。しかも、離脱することは許されず、新人部員はいかなる事態となっても上級生に絶対服従して山行を終えなければならないのであった。

### 事件の背景
農大ワンゲル部では、1年に130日も合宿しており他校への対抗意識が強いが、いつ勉強していたのかという疑問が呈されている。また、ジャーナリスト川本信正は、「大学当局がスポーツ学生集めに営業政策としている。」ことを指摘している。

## 新人錬成山行
同部では例年5月頃新人部員を対象とした、「新人錬成山行」を行ってきた。同部では、新人錬成山行の目的を下記のように設定しており、激しいシゴキを伴うものであった。
このような背景のもと、上級生部員等は、新人部員に対して下記のように故意に疲労させた上で、上記の暴行に及んだ。
なお、本事件が起こる前年の1964年の新人訓練では、参加した1年生20名全員が、靴や服は皆ボロボロにされた上に、帰宅後1週間も寝込む有様であった。なお、1964年の新人訓練に参加した新人のうち2年生部員に残った者は1名しかいなかったことが報道されている。

## 参加者
新人錬成山行参加者は、監督1名、OB1名、4年生6名、3年生4名、2年生8名、1年生28名の計48名であった。
以下に記した地位・学年は、山行当時のものである。

### 被害者
判決文に記載された被害者のみ、負傷の程度を記述した。
- 新人部員（1年） X1　死亡

- 新人部員（1年） X2　重症（右尺骨茎状突起骨折・尾骨部打撲、全治約6週間）
- 新人部員（1年） X3　重症（尾てい骨部打撲、全治約2週間）
- ほか 新人部員（1年）25名　新人部員は全員暴行を受けたが、受傷程度は各人により異なる[3]。

### 加害者

#### 被告人
- 監督（会社員）Y1 - 懲役3年執行猶予3年。判決時点での職業は無職となっている[8]。
- 主将（造園学科4年）Y2 - 懲役3年執行猶予3年、退学処分。判決時点での職業は無職となっている[8]。
- 副主将（農芸化学科4年）Y3 - 懲役2年執行猶予3年、無期停学処分。
- 副主将（林学科4年）Y4 - 懲役2年執行猶予3年、無期停学処分。
- 総務（造園学科4年）Y5 - 懲役2年執行猶予3年、無期停学処分。
- 装備（農学科3年）Y6 - 懲役2年執行猶予3年、無期停学処分。本新人訓練の事実上の指導者[3]。
- 農学科4年Y7 - 懲役2年執行猶予3年、無期停学処分。

主将Y2、副将Y3およびY4、総務Y5、装備Y6の計5名は、同部の最高議決・執行機関である運営委員会を構成していた。

#### 少年（犯罪少年）
- 農学科2年Sn - 保護観察処分（東京保護観察所）

#### 不起訴処分の加害者
- 4年：Z1
- 3年：Z2 、Z3、Z4
- 2年：Z5（農業経済科）、Z6、Z7、Z8、Z9、Z10、Z11（うち、1名が上記の少年Snと同一人物であり、保護観察処分となっている）

### その他の参加者
- OB：氏名不詳　判決には詳しい記述がなく、暴行を加えたかは不明である。上記の監督Y1とは別人物。
- 2年：Z12 - 以前から同部のシゴキを批判しており、2年生以上の参加者の中で唯一、山行中も手を下さなかった[4]。

## 山行出発前
- 5月10日 - 運営委員会において、同会に出席したY2、Y3、Y4、Y5、Y6は、新人の錬成方法は従来通りの方法で、山行中に錬成をすることを決定した[4]。
- 5月13日 - 部会終了後に、2年生以上の参加部員に、山行中の錬成方法は従来通りであること、2年生部員が主としてこれに当るべきことを徹底され、各人これを了承した[4]。

## 山行行程と事件状況
以下では、判決文で認定された事実を中心に、他の文献も引用しつつ記述する。出典が示されていない箇所は判決文に基づくものである。なお、判決文に基づく時刻は概ね先頭の行動時刻である。また、本事件の暴行は判決で認定されただけでも多数にわたるが、本節では抜粋して記載した。

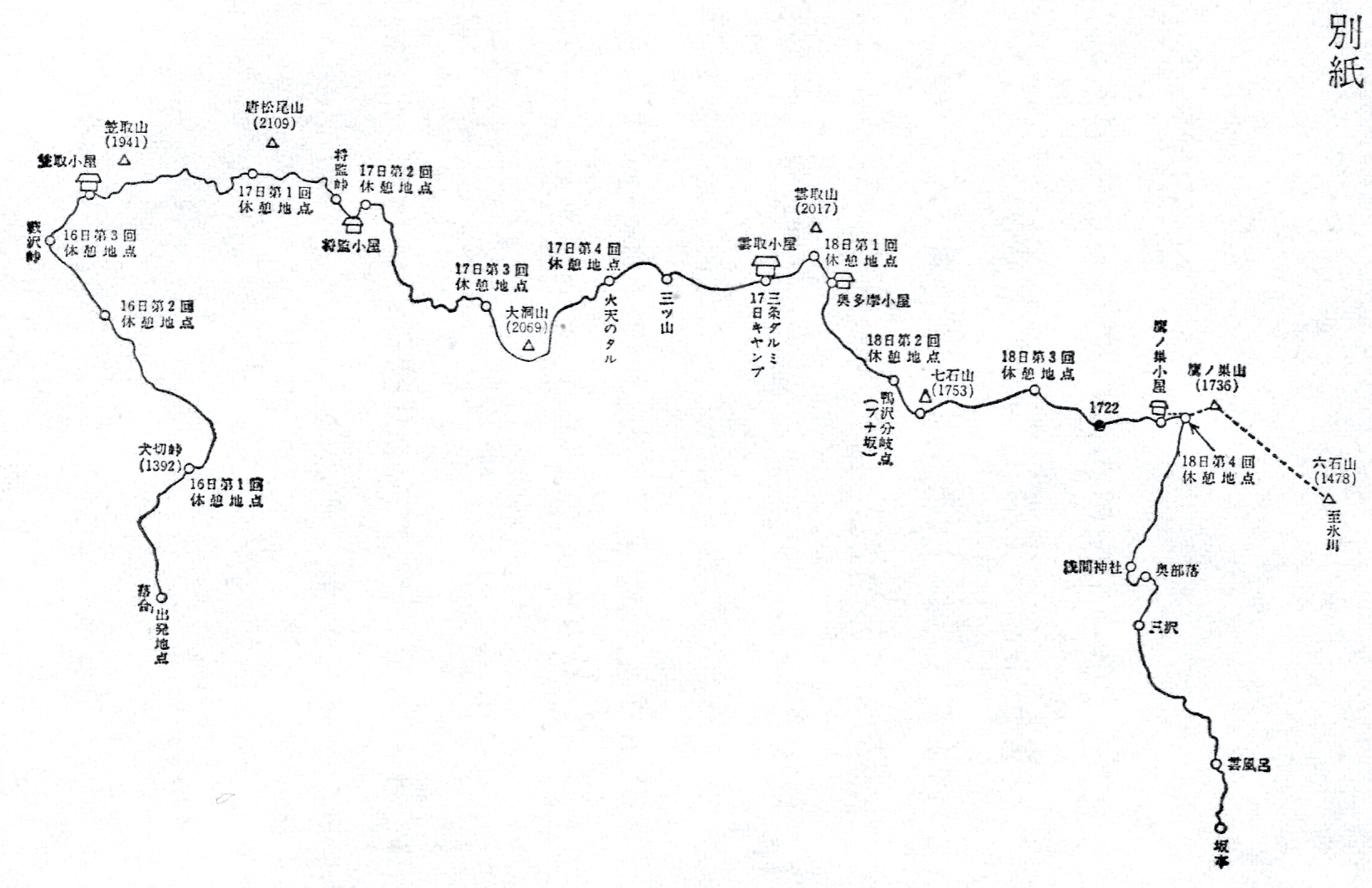
山行行程図（東京地方裁判所 昭和40年(合わ)第182号 傷害致死、傷害被告事件 判決別紙）

### 5月15日

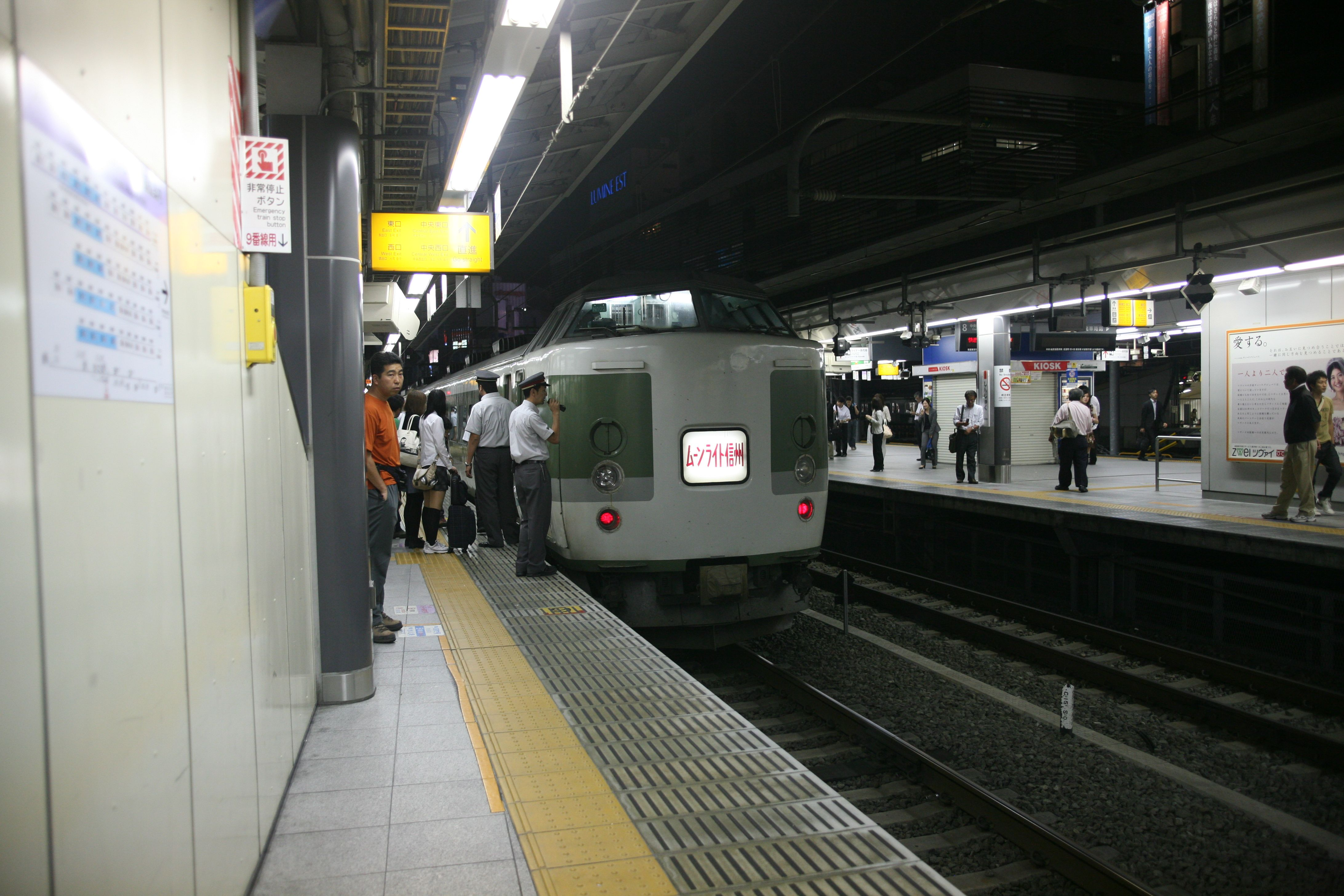
夜の新宿駅（イメージ）（2010年9月17日）

2年生以上の参加部員らは、5月13日に指示された山行中の錬成方法を再度確認した。
一行は、23時45分に日本国有鉄道新宿駅から、新宿発長野ゆき夜行列車（ムーンライト信州の前身）で出発した。この夜は車中泊となった。なおこの日に限ると、判決文では特に暴行について言及がない。

### 5月16日

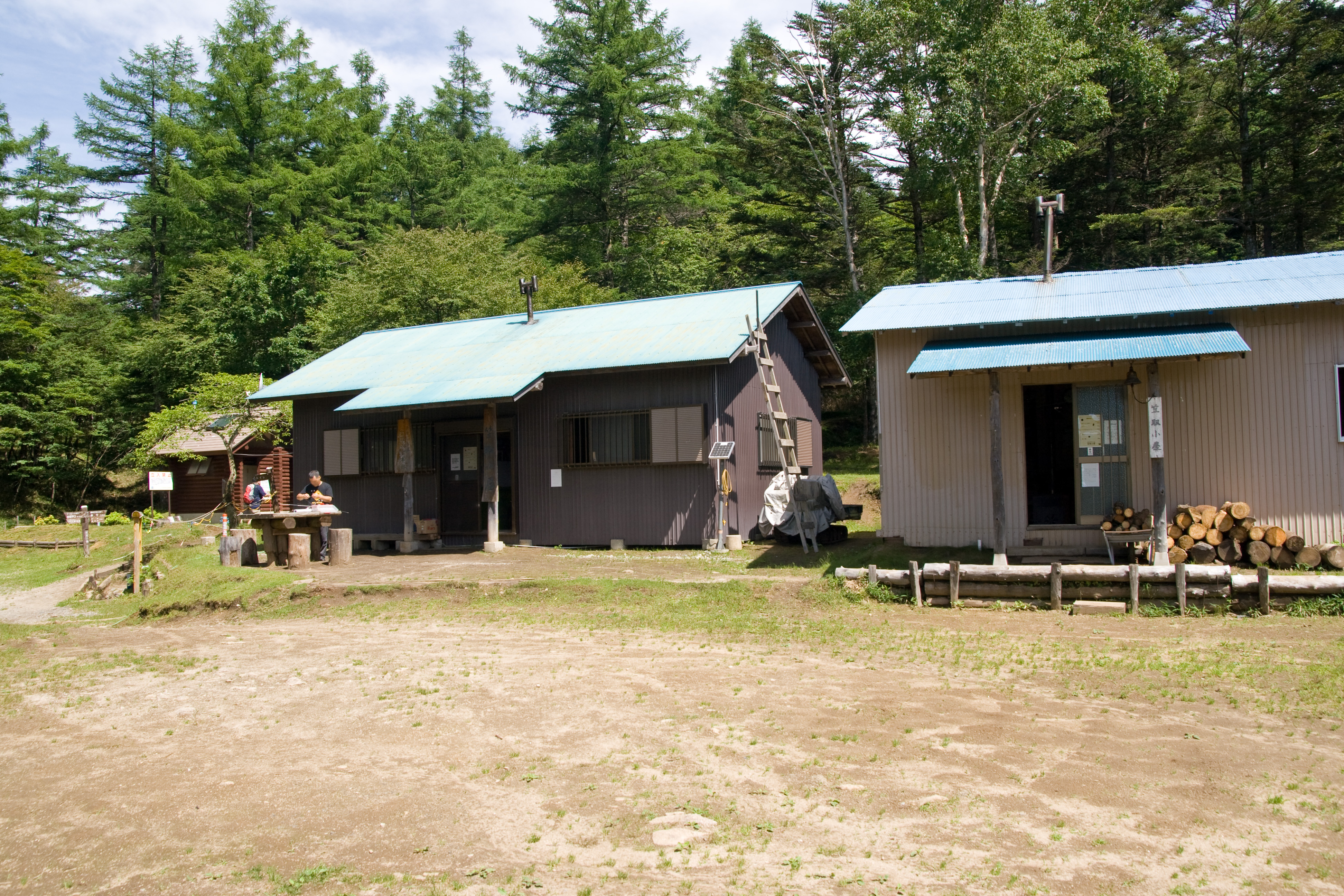
笠取小屋（2015年7月25日）

16日2時10分に中央本線塩山駅で下車した（なお、5時に到着したとの報道もある）。1時間後に貸切バスで塩山駅を出発し、50分間バスに乗車した。山道を行けるところまで行き、バスを降車後は歩いて移動した。4時40分ごろ塩山市落合集落に到着した。5時30分ごろＡ・Ｂ二隊（新人部員X1はＡ隊、同X2、X3はＢ隊）に別れて登山を開始し、 犬切峠（1321m）で第1回の休憩（6時頃から同20分頃まで）、一之瀬高橋で第2回の休憩（7時10分頃から同8時15分頃まで）をなし、薮沢峠での第3回休憩を経て、同日11時50分頃第1日宿営予定地である笠取小屋に到着した。同所でテントを張り、水抜きの乾パンで昼食をとった。13時頃から空身で付近の笠取山（1941m）に駆足でピストン登山を行った。同14時すぎ小屋に帰って同日の予定を終了した。夕方になって初めて休んだが、夜は強い雨でほとんど眠れなかったとされる。
本件山行では、遅くともこの日の午前中から「シゴキ」が始まった。30kgの荷物を背負わされ歩かされた上に、先端を尖らせた直径5cm程度の枝で尻を叩かれ、少しでも遅れると靴で尻や足を蹴られたり、荷物が重すぎるため左手が痺れてくる旨を上級生に伝えたところ、厳しい言葉で叱られるとともに叩かれるなどの暴行が行われたことが、X2の話として報道されている。薮沢峠手前付近の山道で、X2は「蹴られたくなかったら、さっさと歩け」と罵声を浴びせられつつ、尻を登山靴で蹴られている。1年生全員が黄色のシャツを着させられ、一行が笠取山山頂に向かう姿が、笠取小屋から笠取山山頂に向かう山道において他の登山者により写真撮影されている。前出の写真撮影した目撃者によれば、よろめきながら歩いている部員や、額と顔に殴られた跡があり口の周りも腫れ上がっており十分に会話もできない部員が、這いながらも強制的に頂上まで登らさせられている。ピストン登山が終わりテント場に帰ってからは、1年生は「ワンゲルとはこんなものか」と不平ばかり言っていた。

### 5月17日
翌17日は、4時に起床し、朝食をとった（2時に起床との報道もある）。5時40分頃笠取小屋を出発した。唐松尾山山腹の山道で第1回の休憩（6時20分頃から40分頃まで）、将監峠、将監小屋を経て第2回休憩（7時55分頃から9時25分頃まで）をなし、その後第3回休憩（10時10分頃から55分頃まで）、大洞山（飛竜山）、北天のタルで第4回休憩（11時55分頃から12時50分頃まで）をなし、三ツ山展望台を経て、14時10分頃当日の宿営予定地である旧雲取小屋跡三条ダルミテント場に入った。整理体操の後、薪集めが行われた。

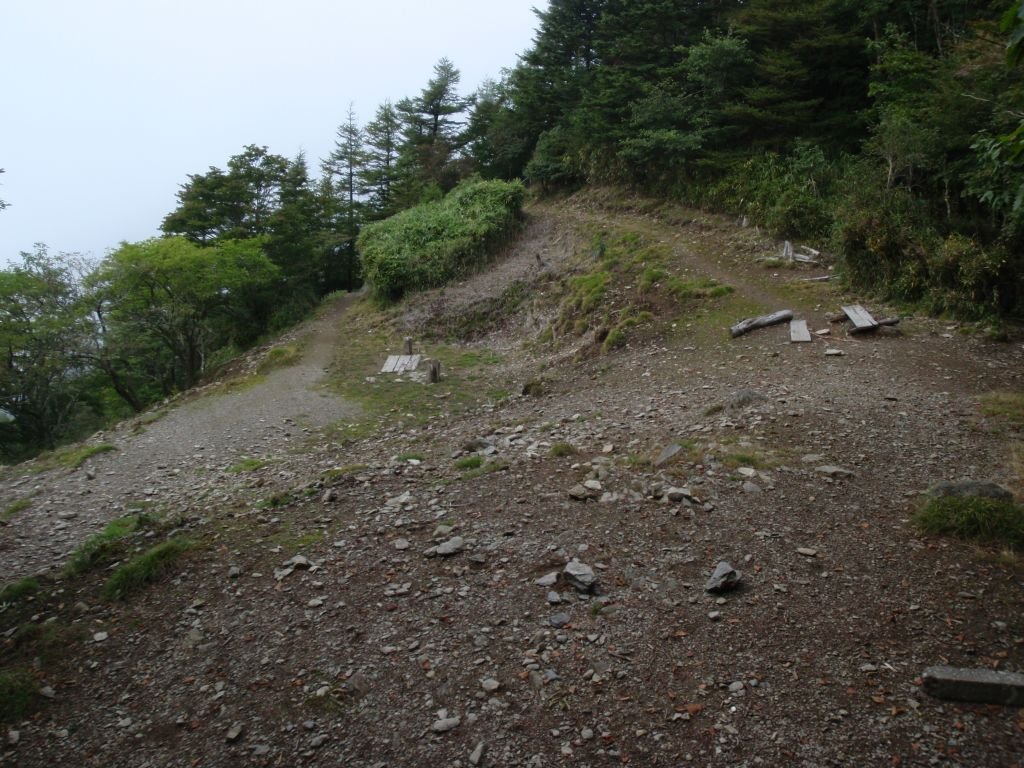
三条ダルミ（2009年9月14日）

この日からシゴキはさらに激しさを増した。その理由として、先輩の荷物を含む一人30kg以上背負わされて、水を飲むことも許されず鞭で打たれながらの山行に、新人部員らが17日ごろから無言の反抗を示すようになったので、新人部員に比べて人数の少ないOBや上級生は、先輩の権威を力で示そうと話し合い、Y1はシゴキ棒を作り上級生全員に渡して殴るように命じたことが報道されている。疲労のため歩くのが遅れた新人部員に、素手もしくは木棒で顔、頭もしくは尻を殴るという暴行や、登山靴で胸や尻を蹴るといった暴行が、行程中複数の場所で繰り返された。1年生の中には、前日からの疲労や空腹、睡眠不足に耐えかねて何回も倒れ込む者が出現したが、倒れ込めばその度に尻を蹴られシゴキ棒で殴られ、水をかけるなどの暴行が行われた。しかも、落後者には罰としてわずかな乾パンのみ与えられるという有様であった。
将監峠から300m上の将軍のタルでは、新人部員が車座になって歌を歌わされ、将監峠までの急斜面300mを走り下ろされている。将監小屋から尾根を東へ500m歩いた雑木林で、Y1はフジキの枝をナタで切りシゴキ棒を作り、Y2ら上級生数人に渡している。その現場から300m先の丸木橋で、X1が沢に転落した（なお、絶対に自分で落ちるような場所ではなく、「上級生が故意に突き落としたもの」と、現場検証班がみているとの、新聞報道がある。）ので、上級生らは引きずり上げて、気合を入れると称して前出のシゴキ棒で殴った。なお、暴行の様子を通りがかりの山小屋主人に目撃されている。第2回休憩地出発後、新人の歩調が鈍り始めた。
11時頃第3回休憩地から大洞山に至る山道でX3は倒れていたところ、Y2により水をかけられた後、叱られながら顔面を殴られている。大洞山山頂では、襟首を掴まれて立たせる、膝をつくと殴る、倒れれば登山靴で蹴る踏みつけるとった暴行を、女性登山パーティーにより目撃されている。、新入部員らの悲鳴にたまりかねて、同パーティーの構成員が「シゴキ」をやめるように、上級生に頼んだが、聞く耳を持たず暴行が続けられた。また、13時30分頃、北天のタルから三条ダルミに至る山道の切通においてX3は山側に寄りかかっていたが同人が「休ませて下さい」と言ったにもかかわらず、聞き入れられずZ2に「起きろ」と言われながら、同人の顔面を平手で殴られ、更に木棒で頭や尻を殴られている。Z2の暴行によりX3は仰向けに転倒したところ、Y1により胸を登山靴で踏みつけられている。
とくに、X1は前日元気を出しすぎたことや、この日の装備が加重され、前日に比べ約5kg重い24kg位にされたことなどが重り、疲労して遅れが目立ち北天のタル出発後は度々膝をつき、尻餅をつき、或は仰向けに倒れるなどした。倒れれば、顔面を登山靴で踏みつけられ、水をかけられ、尻を蹴られている。三条ダルミ手前数十メートルの地点からは歩行出来ず上級生に手足を抱えられて同所に運び込まれるといった有様であった。運び込まれたX1をたたせた上で監督Y1は、「元気あるか」と気合をかけたところ、X1が何度も「オス」と答えたため、監督Y1は「何だ声が出るではないか、やれやれ」と上級生に指示して、Y3に殴り倒させた後、他の上級生が強制的に立てせた上顔面を殴った。続いてY4は倒れそうになっているX1を「ふざけるな」と言いながらさらに顔面を殴った。整理体操の後ザックに寄りかかっていたX1の顔面を、Z3は「遅れやがって」と言いながら平手で殴っている。疲労のためX1は同所での薪集めの作業も満足にできずに寝転んでいたところ、Y6に登山靴で尻を蹴られ、さらに立たされた上で顔面を殴られ突き倒されている。

### 5月18日
翌18日は5時45分頃三条ダルミを出発し、雲取山に登った。雲取山頂に差し掛かる頃から、新人部員に疲れが見え始め、落後する物も何人か出たがそのまま取り残された。雲取山で第1回の休憩（6時15分頃から同40分頃まで）、奥多摩小屋、鴨沢分岐点（通称ブナ坂）で第2回の休憩（7時10分頃から同40分頃まで）をした。七ツ石山頂（1753m）を経て第3回の休憩（8時15分頃から同40分頃まで）をなしたが、その頃から隊列の間隔が極度に開き、自然に先行隊と後行隊の区別が生じ、先行隊は1722mのピーク、鷹ノ巣小屋を経て、鷹ノ巣山（1736m）で休憩し（9時15分頃から同10時頃まで）、六ツ石山（1478m）を経て予定どおり14時頃国鉄青梅線氷川駅に到着した。一方後行隊は9時40分頃第3回休憩地を出発したが、遅れる新人が多いのに加えて、新人の1人が重体となったことから急遽予定を変更し、鷹ノ巣小屋（12時40分頃出発）から奥多摩湖へ抜けるコース（浅間尾根）を採ることになった。先行隊から引返してきた数名も加わり、途中第5回休憩地（鷹ノ巣小屋-浅間神社間）などで休憩を重ねて奥多摩町奥集落の浅間神社、奥集落を経て、17時頃奥多摩湖畔にある奥多摩町坂本集落へ至り、同所からバスで氷川駅に着き先行隊と合流して解散した。

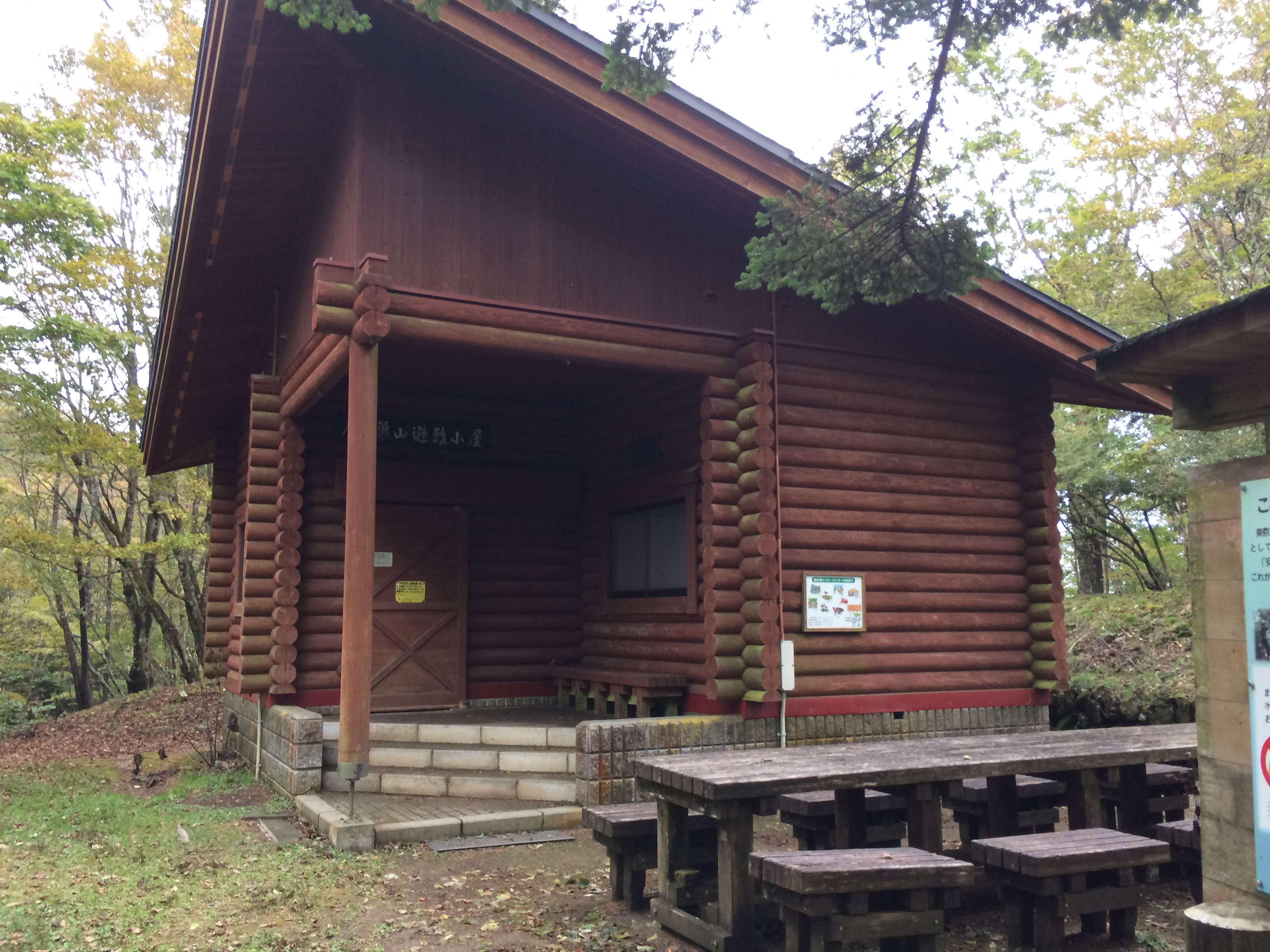
鷹ノ巣山避難小屋（2019年10月19日）

同日には、「シゴキ」はなおも続き、「歩く気があるのか」と怒鳴りながら細引き紐を鞭のようにして殴ったり、走るように命令しながら突き倒すといった暴行が行われた。歩いている間は一切水を飲ませてくれず、昼食になると乾いた喉に乾パンを押し込まれ、早く食べた者からジュースを一口ずつ飲ませてくれるという有り様であったことが、新人部員X2の話として報道されている。
その間X1は三条ダルミ出発後間もなく遅れだした。雲取山から下山する途中で気力を失って倒れたX1に、Y1らは、「もたもたするな」、「走れ」などと怒鳴りながら蹴り付けると、3m下の窪みに転がり落ち、X1の足をロープで縛って逆さ吊りにして引き上げた。このことがX1の致命傷となった。1722mのピーク以後は全く疲労し、鷹ノ巣小屋に至る間では、数回倒れ、時には手をついていざり歩くなどした。真新しかったズボンの尻の部分やパンツが破れ、肉体の一部が見えるような状態で、正午頃最後尾で同小屋に着き、その後は空身となりながらも独力での歩行が十分に出来ず、時々転倒した。その後第5回休憩地から浅間神社に至る山道ではZ7に両足を掴まれて引き擦られるとともに、浅間神社から三沢橋に至る山道でX1は近道をしようとしたため、本道まで両足を掴まれて引き摺り戻されている。他の部員の「農大」というコールをきいておびえ、「先輩こわい」と口走り「アーン」と泣声を挙げるなど全く気力を失い、上級生に助られて17時頃、ようようにして奥集落にある三沢橋に辿り着いたが、同所からは他の新人1名と共に、上級生2名に伴われてタクシーで氷川駅に到り一行に加った。ところが、Y1らは手当てもせず重体のX1を氷川駅に放置し帰ったので、X1の友人らが助けて立川駅にたどり着いたが、父・兄が迎えにきた時にはほとんど口も聞けない状態となった。
また、X2は六ツ石山を抜ける当初予定のコースに従い下山した。X2は同日には、少しでも遅れると棒で頭を殴られ、「甘ったれるんじやない」と言われながらロープや素手でほおを打たれるなどして数え切れないぐらい殴られ、口の中が出血するとともに、新宿駅についた頃には一人で歩けなくなっていた。
なお、X3は変更コースに従って、下山した。錬成中に受けた暴行により、山から帰った後、X3は両膝関節と尾てい骨部打撲で歩行困難となり、自宅で静養することとなった。

## 山行後の展開

### 1965年
X1は5月18日の帰宅後、近くの病院で診察を受け自宅で療養していた。ところが5月21日7時ごろ容体が急変・吐血したので、東京練馬病院（現名称：練馬総合病院）に入院した。同日16時10分ごろX1が入院していた東京練馬病院が、怪我の様子に不審のある患者が入院している旨を警察に通報し、本事件が発覚した。同日夜には、練馬警察署員が1年生28名全員の自宅を訪問し、事情聴取したところ、1年生は全員、大なり小なり同じようなシゴキを受けていたことが判明し、翌22日から上級生20人の事情聴取が開始された。
5月22日3時40分ごろ東京練馬病院において、外傷性二次性ショックによりX1は死亡した。同日10時30分から東京大学法医学研究室で、X1の遺体が司法解剖された。また、同日朝にはX2が慶應義塾大学病院に入院した。東京農業大学の教授会では、すでに学生から部活動を停止する旨申し入れがなされているが、22日付で解散させることを決定した。
5月24日にはX1の告別式が開かれた。学校側の対応は、告別式には学長しか出席せず、本事件の報告も行わないという有様であり、学校側の対応についてX1の父親は疑問を呈している。
5月25日早朝には、装備Y6が逮捕され、つぎに潜伏していた知人宅で主将Y2が逮捕された。なお、Y2は自分の責任と称して逮捕前日に頭を丸めていた。
また、5月25日には、東京農業大学事故対策本部（学部・短期大学合同の緊急教授会）が、主将のY2は退学処分とし、合宿に参加した2年以上部員17名は無期停学処分とすることを決定し、翌26日付で処分が行われた。同本部会では、1年生をかばった上級生についての処分は寛大にという意見も出て23時25分まで会議が揉めたが、結局部全体の責任の観点から、全員を処分することとなった。これら大学当局の動きに対し、学生側は連日学生集会やクラス討論会を行うとともに、大規模な学生大会も再三開かれた。
5月26日には、世田谷の東京農業大学体育館で、X1の学園慰霊祭が行われた。慰霊祭での挨拶においてX1の親友らが、学生処分の決定過程が不明瞭であることなどを指摘したことをきっかけに、学長辞職を求める声を多数の学生が叫びはじめるなど、大荒れの慰霊祭となった。同日、全日本学生ワンダーフォーゲル連盟が、事件を遺憾に思う旨の声明文を発表するとともに、30日に開く理事会で農大ワンゲル部を除名処分にする方針を記者会見した。
5月29日には、Y3、Y4、Y5、Y7、Z5が逮捕された。
6月2日には、東京農業農大は、農大ワンゲル部長の准教授を3か月の休職処分とした。
6月4日には、監督Y1が逮捕されるとともに、Y1の止宿先から、暴行の様子を写したアルバムなどの証拠品が押収された。約100枚の写真がY1の手により貼られたというアルバムには、数々の暴行の状況が写されるととに、暴行の光景をY1や上級生が笑いながら見ている姿も写っていたことが報道されている。
6月5日には、東京農業大学の学部・短期大学合同の緊急法人役員会が開催された。また、前日に逮捕されたY1が犯行を自供したこと、「逮捕者以外にもシゴキに手を下した上級生はまだまだいるが、これらはY1にしいられたことがわかったため、一応任意で調べる」との練馬警察署の発表が、報道されている。
6月9日から12日には、練馬警察署検証班12人、東京地検検事と農大ワンゲル部長および学生3名らの一行は、山行ルートを登山し、現場検証が行われた。6月10日には、前出のシゴキ棒を作るためナタで切られた立木の生々しい傷跡が将監峠中原の林で発見された。
6月14日には、監督Y1、運営委員会の委員全員（主将Y2、副将Y3およびY4、総務Y5、装備Y6）ならびに4年生部員Y7が起訴された。一方、2年生部員Z5は、処分保留のまま同日夕方釈放された。また、Z5と在宅取り調べ中の2、3年生8人については、東京地検が処分を検討している旨報道されている。
8月12日には、少年および他の2少年を除く上級生部員全員が不起訴処分となった。少年についても、検察官は保護観察意見を付して事件を東京家庭裁判所に送致した。
8月27日10時すぎから、東京地方裁判所において、本事件にかかる刑事訴訟の初公判が開かれた。X1の遺家族が傍聴するとともに、一般の人々も傍聴券を求めて列をなし、59席の一般傍聴席はたちまち満員となった。被告ら全員は、事前に暴行を共謀した事実はない旨や、「シゴキ」は、あくまでも錬成の範囲内であった旨を主張した。
8月28日には、本事件に関連する泉山常務理事辞任問題、学生処分ほかについて東京農業大学法人役員会が開催された。
8月31日には、少年Snに対する停学処分が解除された。
11月2日には、X1の遺家族と加害学生等全員および学校当局との間に示談が成立した。
11月5日には、少年Snに対する少年審判の決定が言い渡された（後述）。

### 1966年
2月9日には、農大学長に対し、「学生のクラブ活動に対する大学の方針を一層明確にして、指導体制を確立するよう」、東京法務局が「勧告」を行なった旨発表した。
5月23日には、本事件にかかる刑事訴訟の論告求刑公判が開かれた（後述）。東京地方裁判所703号法廷の傍聴席は、関係者などで満員となった。
6月22日11時すぎ、本事件にかかる刑事訴訟の判決が言い渡された（後述）。東京地方裁判所で一番大きい701号法廷において判決公判が開かれ、100人余りの傍聴席は満員となった。同日Y1は、「今後、学生たちと話し合って、なんらかの方法でX1一家に尽くしたいと思っている。控訴はしないつもりだ。」と語っている。
7月1日には、本事件公判後の被告学生の処理等について教授会が開催された。
刑事訴訟の控訴期限満期を迎えた7月5日には、東京地方検察庁は控訴しないことを決めた。7被告人とも十分に反省していること、立ち直る機会を与える方がより好ましいなどの観点によるものとしている。弁護側はすでに控訴しないことに決めたので判決が確定した。
9月6日には、本事件に関係し処分中の学生の指導と処分解除等について教授会が開催された。

## 刑事訴訟・少年審判
本節では、本事件にかかる、刑事訴訟および少年審判について、主に法学的観点から述べる。

### 刑事訴訟

#### 公判
本件事件の刑事訴訟は、下記のように当時社会的に注目された。
被告人側は、新人に有形力を加えるのは訓練を厳しくするためであり、外見上暴行であっても違法性が阻却されると主張した。また、当人ら以外の者が手を下した暴行に関しては、各人の判断で暴行を実行したと主張し、共謀共同正犯は成立しないと主張している。しかしながら、いずれの主張も排斥されている。

本刑事訴訟の主な争点は事実認定、罪数、共謀と実行、違法性とその認識、因果関係であったが、最も大きな争点は下記の通りであった。

#### 求刑・判決
1966年5月23日の論告求刑公判では、Y1とY2に懲役5年、Y3、Y4、Y5、Y6およびY7に、懲役3年が求刑された。また、論告では、X1の遺族に対しては450万円の慰謝料を支払い、他の2人にも治療費などを支払って示談にしたが、これらの金銭は先輩が出したもので、被告らが支払ったのは20分1に過ぎないことが、明らかにされた。
東京地方裁判所1966年6月22日刑事7部判決により、上記被告人7名は傷害致死罪および傷害罪で、懲役2ないし3年執行猶予3年に処せられた。弁護側、検察側とも控訴せず、地裁判決が確定した。裁判長裁判官の津田は、判決を言い渡した後、被告人らに考えること・批判することの重要性・価値を訓戒した。

#### 文献等
には、証拠の標目および添付の図面を除く、判決全文が掲載されている。その他の法学関係文献としては、下記があげられる。
下刑8巻6号869頁　判タ194号175頁　判時455号17頁　ジュリ373号332頁　
には、体育法学の側面からの解説がある。

### 少年審判
東京家庭裁判所1965年11月5日決定により、全部員の中で、最もX1に対し暴行を加えたと認められた少年（犯罪少年）Snは、東京保護観察所の保護観察に付された。

## 社会的反響
本件に関する警察の捜査により、一行を見た登山者から「地べたをはうようにうずくまった学生をテントの中にひっぱり込み、人目につかないところでまたリンチを加えていた。まるで山の暴力団をみるようだった。」との目撃証言が寄せられている。また、練馬警察署には、都内の大学山岳部やワンダーフォーゲル部の新入部員やその家族から同様な被害を受けたので徹底的な追及を求める投書や電話が相次いだ。同署への匿名の激励文が、5月29日には40通に達したことが報道されている。
しかしながら、本事件の要因の一つとして新人部員らの体力が不足していたこと、まとまりをつけるには時には制裁も必要という声や、根性をつけるためなどとして、一部にはシゴキを歓迎する雰囲気があることが報道されている。また、大学の運動部において本件のようなシゴキが稀でないことが指摘されている。根性教育という美名のもとにこの種の人権侵害行為が、全国学校の体育部、生徒間に頻発していることが指摘されている
なお、運動部のシゴキは国立大学には少ないとされ、その理由を東京大学空手部OBが「東大では、部員をつるし上げたりすると、すぐ退部してしまう。部員はかわいがるものですよ。だいたい、運動しに大学に来るヤツはいなかった」と語っている旨が、報道されている。
当時、『朝日新聞』で連載されていた四コマ漫画『サザエさん』でこの事件を題材にした作品があり、内容は、社員研修で座禅中の波平が同僚と「農大の登山くんれんありゃひどい！」「ぎせい者のおやごさんがまったくきのどくだ……」「なんにせよぼうりょくはぜったいいかん」と私語を交わしていたをのを聞いた住職が「さんせい‼」と警策を自分で折るというオチだった（セリフの字は原文のまま）。

### 類似事件
大学運動部によるクラブ活動での暴行事件は珍しいことではないことが報道されている。なお、下記の様に山岳部、ワンダーフォーゲル部による類似の「シゴキ」事件が発生している。
- 1964年6月　法政大学山岳部による北アルプスしごき事件（重症2名）[7]
- 1966年4月29日〜5月6日　日本大学三島校山岳部による富士山でのしごき事件（死亡1名）[44]
- 1967年7月11日〜15日　福岡大学山岳部による北アルプスでのしごき事件（本事件ではしごきを注意した遭難救助隊にも暴行が行われた）[45]
- 1971年5月29日〜31日　東海大学ワンダーフォーゲル部による、丹沢しごき事件（大倉口〜二俣〜鍋割山〜塔ノ岳〜上ノ丸〜札掛〜ヤビツ峠）[46]

## 慰霊碑
三条ダルミには、死亡したX1の慰霊碑が設置されていることが、1974年に確認されている。

## 文献
文献にはX1の母による寄稿文が掲載されており、主に、X1の生い立ちおよび事件の推移に関して記述がある。文献には、X1が所属していた教会の牧師による寄稿文が掲載されており、主に、X1の宗教的側面から見た人柄や東京農業大学の問題点に関して記述がある。